# Tacanhpisapa
Tacanhpisapa (Black Tomahawk), jedna od bandi Mdewakanton Indijanaca iz Minnesote tako prozvana po njihovom poglavici. Edward Duffield Neill u Hist. Minn. 1858. bilježi ih pod nazivima Black-Tomahawk i Ta-can-rpi-sa-pa.